# Gentle Julia (1923)
Gentle Julia é um filme mudo do gênero drama romântico produzido nos Estados Unidos, dirigido por Rowland V. Lee e lançado em 1923. É atualmente considerado filme perdido.